# Benthophilus durrelli
Benthophilus durrelli е вид лъчеперка от семейство Попчеви (Gobiidae).

## Разпространение
Видът е разпространен в Русия.